# Fiedot Kriwda
Fiedot Filippowicz Kriwda (ros. Федо́т Фили́ппович Кри́вда, ur. 13 marca 1923 we wsi Nesteriwka, obecnie w obwodzie czerkaskim, zm. 23 lutego 1998 w Moskwie) – radziecki dowódca wojskowy, generał armii.

## Życiorys
Skończył technikum budowlane w Humaniu, VII 1941 wcielony do Armii Czerwonej, walczył na Froncie Południowym. IX 1941 - III 1942 elew szkoły piechoty w mieście Ordżonikidze (obecnie Władykaukaz), po czym został dowódcą plutonu, później zastępcą dowódcy i III 1944 dowódcą kompanii. Od 1944 w WKP(b). Do I 1945 walczył na 4 Froncie Ukraińskim, brał udział w operacji morawsko-ostrawskiej, po wojnie dowódca kompanii szkolnej w Ordżonikidze. 1954 ukończył Akademię Wojskową im. Frunzego w Moskwie, od 1955 w Dalekowschodnim Okręgu Wojskowym, dowódca batalionu i pułku. Od XII 1959 szef wydziału politycznego dywizji zmotoryzowanej, od 1962 dowódca dywizji zmotoryzowanej. 1966 ukończył Wojskową Akademię Sztabu Generalnego, od V 1968 dowódca korpusu armijnego w Centralnej Grupie Wojsk stacjonującej w Czechosłowacji. Od V 1970 dowódca 39 Armii w Zabajkalskim Okręgu Wojskowym, od 1974 I zastępca dowódcy wojsk Środkowoazjatyckiego Okręgu Wojskowego. Od XII 1975 dowódca Południowej Grupy Wojsk stacjonującej na Węgrzech, od III 1979 I zastępca głównodowodzącego wojsk na Dalekim Wschodzie, od 1981 radziecki doradca wojskowy w Etiopii, od 1982 główny doradca wojskowy przy ministerstwie obrony Wietnamu; jednocześnie podlegał mu aparat radzieckich doradców wojskowych w Laosie i Kambodży. 31 X 1984 mianowany generałem armii. Od 1985 kierownik wyższych kursów oficerskich „Wystrieł” im. Marszałka Szaposznikowa, od II 1987 przedstawiciel głównodowodzącego Zjednoczonymi Siłami Zbrojnymi Państw-Stron Układu Warszawskiego na Węgrzech. Od VIII 1989 wojskowy inspektor-doradca Grupy Generalnych Inspektorów Ministerstwa Obrony ZSRR, od 1992 w odstawce. Deputowany do Rady Najwyższej ZSRR 10 kadencji. Od 1996 pracownik Instytutu Historii Wojskowości Ministerstwa Obrony Federacji Rosyjskiej; profesor. Autor wspomnień „Na bieriegach Mekonga”.

## Odznaczenia
- Order Lenina
- Order Rewolucji Październikowej
- Order Czerwonego Sztandaru (dwukrotnie)
- Order Wojny Ojczyźnianej I klasy
- Order Wojny Ojczyźnianej II klasy
- Order Czerwonej Gwiazdy (dwukrotnie)
- Order „Za służbę Ojczyźnie w Siłach Zbrojnych ZSRR” III klasy

Medale ZSRR i odznaczenia zagraniczne.